# Stara Wieś-Kolonia
Stara Wieś-Kolonia (prononciation : [ˈstara ˈvjɛɕ kɔˈlɔɲa]) est un village polonais de la gmina de Łęczna dans le powiat de Łęczna de la voïvodie de Lublin dans l'est de la Pologne.

## Histoire
De 1975 à 1998, le village est attaché administrativement à l'ancienne Voïvodie de Lublin.

Depuis 1999, il fait partie de la nouvelle voïvodie de Lublin.